# إيليا بوبوف
إيليا بوبوف (بالروسية: Попов, Илья Павлович)‏ هو منافس ألعاب قوى روسي، ولد في 17 مايو 1982 في أوبنينسك في روسيا.

## روابط خارجية
- إيليا بوبوف على موقع Paralympic.org (الإنجليزية)
- إيليا بوبوف على موقع IPC.InfostradaSports.com (مؤرشف) (الإنجليزية)